# 石角溪 (臺北市)
石角溪又名蘭雅溪，位於臺灣北部，屬於淡水河水系，為外雙溪的支流，河長5.84公里，流域分佈於台北市士林區中部偏西的芝山岩一帶。發源於白雲山南側，流經下東勢、石角而注入外雙溪。今日大部分河道已箱涵化埋入地下，並將原行水區闢為道路。
由於每逢大雨，石角溪水就會混濁，所以當地人稱為濁水港。